# كونراد فلوغر
كونراد فلوغر (بالألمانية: Conrad Pflüger)‏ (و. 1477 – 1505 م) هو مهندس معماري من ألمانيا . ولد في شوابيا .
توفي في لايبزيغ .

## أعمال بارزة
من أهم أعماله:
- All Saints' Church.